# Sevier Nunatak
Sevier Nunatak är en nunatak i Antarktis. Den ligger i Västantarktis. Argentina, Chile och Storbritannien gör anspråk på området. Toppen på Sevier Nunatak är 1 000 meter över havet.
Terrängen runt Sevier Nunatak är huvudsakligen platt. Trakten är obefolkad. Det finns inga samhällen i närheten.